# Ilse Hirsch
Ilse Hirsch (* 1922 in Hamm, Westfalen; † 2000) war eine lokale deutsche Führerin des Bundes Deutscher Mädel (BDM). Sie wurde bekannt als Teil einer sechsköpfigen Sondereinheit Werwolf, die 1945 einen Mordanschlag unter dem Namen  „Unternehmen Karneval“ durchführte.

## Frühes Leben
Mit sechzehn Jahren trat Hirsch in den BDM ein und wurde eine der Hauptorganisatorinnen der Hitlerjugend in der Stadt Monschau. In der Spätphase des Zweiten Weltkriegs gehörte sie dem Werwolf an, der nationalsozialistischen Organisation zum Aufbau einer Untergrundbewegung am Ende des Zweiten Weltkriegs.

## Unternehmen Karneval
Unternehmen Karneval war eine von Heinrich Himmler autorisierte Mission zur Ermordung von Franz Oppenhoff, der im Oktober 1944 von den Amerikanern zum Oberbürgermeister von Aachen ernannt wurde, nachdem diese die Kontrolle über die Stadt übernommen hatten. Hitler hatte ein persönliches Interesse an dieser Ernennung und ordnete Oppenhoffs Beseitigung an.

### Gruppe
Die vom Generalinspekteur für Spezialabwehr Hans-Adolf Prützmann, der von Himmler mit der Aufgabe betraut wurde, zusammengestellte Gruppe bestand aus:
- dem SS-Untersturmführer Herbert Wenzel
- dem österreichischen SS-Unterscharführer Josef „Sepp“ Leitgeb
- dem ehemaligen Grenzschutzbeamten Karl-Heinz Hennemann
- dem ehemaligen Grenzpolizisten Georg Heidorn
- dem 16-jährigen Werwolf Mitglied Erich Morgenschweiss
- der BdM-Führerin Ilse Hirsch.

### Plan
Der Plan der Gruppe sah vor, ihr erstes Basislager in einem dichten Waldgebiet an der deutsch-belgischen Grenze zu beziehen. Morgenschweiss und Hirsch, die die Stadt gut kannten und als Führer fungierten, würden in die Stadt eindringen und ihr Ziel ausfindig machen. Nachdem sie einen Tagesablauf ermittelt hatten, gaben sie die Informationen an Wenzel und Leitgeb weiter. Nach dem Attentat würde sich das Team in Richtung Osten auf die eigenen Leute zubewegen. Sie sollten sich an den Plan halten, auch wenn sie getrennt würden. Sie reisten ausschließlich nachts und versteckten sich bei Tageslicht in Förster- und Wildhüterhütten. Alle trugen gefälschte Papiere bei sich, die sie als Mitglieder der Organisation Todt des Reiches auswiesen. Wenn sie gefangen genommen wurden, sollten sie ihre Vernehmer davon überzeugen, dass sie an den nahe gelegenen Grenzanlagen arbeiteten.

### Mordauftrag
Am 20. März 1945 wurde die Gruppe in einer erbeuteten Boeing B-17 Flying Fortress vom Flugplatz Hildesheim bei Hannover in die Nähe des Dorfes Gemmenich geflogen, wo sie mit dem Fallschirm absprangen. Bei der Landung wurden sie von dem 20-jährigen niederländischen Grenzsoldaten Joseph Saive entdeckt, den sie erschossen.
Die Gruppe machte sich auf den Weg zur Eupener Straße 251, wo Oppenhoff mit seiner Frau Irmgard und den drei Kindern wohnte. Da er auf einer Feier war, baten sie die Haushälterin, nach ihm zu schicken. Als Oppenhoff eintraf, verlor Wenzel, der die Schüsse abgeben sollte, die Nerven. Leitgeb ergriff die Pistole und erschoss Oppenhoff.
Auf der Flucht mit Leitgeb trat Hirsch auf eine vergrabene Landmine; sie wurde am Knie verwundet und Leitgeb getötet.

## Leben danach
Nach dem Krieg wurden die überlebenden Mitglieder dieser Werwolf-Gruppe ausfindig gemacht. Bei einem Prozess im Jahr 1949 wurden sie für schuldig befunden, Oppenhoff getötet zu haben und zu 1 bis 4 Jahren Gefängnis verurteilt. Der Aachener Rechtsanwalt Hans-Werner Fröhlich fand 2013 heraus, dass der Vorsitzende Richter der Aachener Kammer seit 1937 Mitglied der NSDAP und Angehöriger eines von den Nationalsozialisten eingerichteten Sondergerichts war; auch ein Beisitzer des Schwurgerichts war Mitglied der NSDAP gewesen. Hirsch wurde freigesprochen, und ein weiteres Mitglied der Gruppe wurde nie angeklagt.
Nach Recherchen des Historikers Hannes Heer soll Wenzel in Südwestafrika, dem heutigen Namibia, in der noch aus Kolonialzeiten bestehenden großen Gruppe deutscher Bauern und Siedler untergetaucht sein. Er habe unter dem Namen Fritz Brandt gelebt, bis er 1981 verstorben sei.
Hirsch heiratete und bekam zwei Söhne. In späteren Verfahren wurden die Strafen der verurteilten Mitglieder reduziert und schließlich nach dem Straffreiheitsgesetz 1954 wegen „Befehlsnotstand“ vollständig aufgehoben.